# جائزة أستراليا الكبرى 1989
جائزة أستراليا الكبرى 1989 هو سباق فورمولا 1 أقيم بتاريخ 5 نوفمبر 1989 في حلبة أديليد ستريت، جنوب أستراليا. كان السادس عشر من أصل 16 في بطولة العالم لسباقات الفورمولا واحد موسم 1989. حلّ البلجيكي تييري بوتسين أولا بينما جاء الإيطالي أليساندرو نانيني في المركز الثاني وحصل على المركز الثالث الإيطالي ريكاردو باتريس.